# Собор Успения Божией Матери и Всех Святых
Собор Успения Божией Матери и Всех Святых (англ. Cathedral of the Dormition of the Mother of God and all Saints) — православный храм в Лондоне (Великобритания), кафедральный собор Сурожской епархии Русской православной церкви. Располагается по адресу: 67 Ennismore Gardens, London SW7 1NH.

## История
Здание нынешнего Успенского собора было построено в 1848—1849 годах по проекту Льюиса Вуллиами и являлось англиканским приходским храмом в честь Собора всех святых. Храм повторяет базилику Сан-Дзено Маджоре в Вероне (XI в.). Западный фасад был перестроен в 1892 году Харрисоном Таунсендом. Особенно примечательна роспись над высокими арками, выполненная Хейвудом Самнером в технике сграффито, принцип которой основан на том, что при процарапывании специальными инструментами верхнего тонкого слоя штукатурки обнажаются слои других цветов. Над аркой в восточной части собора изображено Распятие с символами евангелистов. В западной части шесть круглых изображений обозначают шесть дней Творения. Фрески в верхней части стен нефа изображают библейские сцены и святых.
В 1956 году храм арендовала православная община Русской православной церкви, существовавшая ещё с 1716 года. Благодаря поддержке многочисленных друзей прихода, в 1979 году приходу удалось приобрести здание храма в собственность. Помимо собора, в комплекс входит пять жилых зданий.
Здание было легко приспособлено для православного богослужения. Царские врата иконостаса удалось спасти из храма при Русском Посольстве в Лондоне после Октябрьской революции. Иконы иконостаса были написаны в различное время тремя учениками выдающегося русского иконописца Леонида Успенского. Многие другие иконы были пожертвованы храму частными лицами.
В 2006 году исполняющий обязанности управляющего Сурожской епархии, в юрисдикции которой находится собор, епископ Василий (Осборн) решил перейти из Московского в Константинопольский Патриархат. Священный Синод Константинопольской церкви принял епископа Василия, присвоив ему титул «Амфипольский», и назначил его викарием главы Западноевропейского экзархата Константинопольского Патриарха.
В том же году часть клириков и мирян Успенского собора решила покинуть Сурожскую епархию вместе с епископом Василием. Они объявили, что храм в центре Лондона принадлежит им. После этого начался судебный процесс, который длился два года и завершился судебным решением в пользу Русской Православной Церкви. Ушедшие с епископом Василием миряне перешли в храм святого Апостола Андрея в Лондоне (Холборн)
В январе 2014 года в соборе начался ремонт, необходимость в котором появилась ещё при жизни митрополита Антония. Во время проведения работ прихожане молились в специально обустроенном для богослужений помещении. Храм вновь открылся 31 декабря того же года.
Ныне приходская община состоит из людей различного национального происхождения, в основном, — это русские и британцы, в связи с чем богослужения проводятся на церковнославянском и английском языках.

## Настоятели
- митрополит Антоний (Блум) (1956—2002)
- протоиерей Иоанн Ли (2002—2003)
- епископ Василий (Осборн) (2003—2006)
- архиепископ Иннокентий (Васильев) (2006—2007)
- архиепископ Елисей (Ганаба) (27 декабря 2007 — 28 декабря 2017)
- епископ Матфей (Андреев) (с 28 декабря 2017 г.)

## В кинематографе
- 1991 год. Сериал Пуаро Агаты Кристи, 21 серия — «Что растёт в твоём саду?» В Храме происходит встреча Эркюля Пуаро и русской девушки.
- 1995 год. Золотой глаз. Внутреннее убранство храма преподносится в фильме как Храм Смоленской Божией матери в Санкт-Петербурге. В храме происходит встреча Натальи Симоновой и Ксении Онатопп.